# چارلی براون (ترانه کلدپلی)
«چارلی براون» (به انگلیسی: Charlie Brown) تک‌آهنگی از گروه موسیقی آلترنتیو راک کلدپلی است که در ۱۴ نوامبر ۲۰۱۱ منتشر شد. این تک‌آهنگ در آلبوم مایلو زایلوتو قرار داشت.